# Білка (Новоград-Волинська міська рада)
Білка (рос. Белка) — колишнє село у Рогачівській волості Новоград-Волинського повіту Волинської губернії та Владинській сільській раді Новоград-Волинського, Довбишського (Мархлевського) районів і Новоград-Волинської міської ради Волинської округи, Київської та Житомирської областей.

## Населення
Станом на 1923 рік в селі налічувалося 24 двори та 120 мешканців, на 1924 рік — 125 жителів, з перевагою населення польської національності, та 17 дворів.

## Історія
Входило до складу Рогачівської волості Новоград-Волинського повіту Волинської губернії. У 1923 році сільце включене до складу новоствореної Владинської сільської ради, котра, від 7 березня 1923 року, стала частиною новоутвореного Новоград-Волинського району Житомирської (згодом — Волинська) округи. Розміщувалося за 30 верст від районного центру, м. Новоград-Волинський, та 3 версти від центру сільської ради, с. Владин. В складі сільської ради, 1 вересня 1925 року, включене до новоствореного Довбишського (згодом — Мархлевський) району, після його ліквідації, 17 жовтня 1935 року, передане до складу Новоград-Волинської міської ради Київської області.
Зняте з обліку населених пунктів до 1 вересня 1946 року.